# 1250
- Wikisource

| Calendário gregoriano                                                        | 1250 MCCL                                             |
| Ab urbe condita                                                              | 2003                                                  |
| Calendário arménio                                                           | 699 – 700                                             |
| Calendário bahá'í                                                            | -594 – -593                                           |
| Calendário budista                                                           | 1794                                                  |
| Calendário chinês                                                            | 3946 – 3947 Início a 4 de fevereiro (aproximadamente) |
| Calendário copta                                                             | 966 – 967                                             |
| Calendário etíope                                                            | 1242 – 1243                                           |
| Calendários hindus - Vikram Samvat - Calendário nacional indiano - Cáli Iuga | 1305 – 1306 1171 – 1172 4350 – 4351                   |
| Calendário Holoceno                                                          | 11250                                                 |
| Calendário islâmico                                                          | 648 – 649                                             |
| Calendário judaico                                                           | 5010 – 5011                                           |
| Calendário persa                                                             | 628 – 629                                             |
| Calendário rúnico                                                            | 1500                                                  |
| Calendário solar tailandês                                                   | 1793                                                  |

1250 (MCCL, na numeração romana) foi um ano comum do século XIII do Calendário Juliano, da Era de Cristo, a sua letra dominical foi B (52 semanas), teve início a um sábado e terminou também a um sábado.
| Ano completo                   |
| ------------------------------ |
| Ano comum com início ao sábado |

## Eventos
- 15 de agosto - D. Afonso III assina em Évora a carta de foral da Vila de Torres Vedras.
- D. Afonso III reúne as Cortes em Guimarães ouvindo as queixas do clero contra o banditismo e a desordem em muitos lugares do reino e contra as violências dos funcionários régios.
- Alberto Magno estudou as propriedades do Arsênio[1].
- É criado o Beilhique da Caramânia, um principado turco até então vassalo do Sultanato de Rum.

## Nascimentos
- Vasco Pais de Azevedo, Fidalgo e nobre Cavaleiro medieval português, da casa de Afonso IV de Portugal.
- Pedro Gerônimo del Mancha n.(1204)
- Lourenço Roiz da Fonseca, foi Alcaide-mor de Olivença.
- Rodrigo Amado, fidalgo no Reino de Portugal que foi Senhor de Penela e de Bruscos.
- Martim Afonso Chichorro, Senhor do couto e a Torre de Santo Estêvão. m. 1313.
- João de Brienne, conde d'Eu, m. 1294.
- Gomes Lourenço de Abreu foi 6.º Senhor da Domus Fortis Torre de Abreu e Pico de Regalados.
- Fernão Anes de Castro, foi senhor do Castelo de Fornelos.
- João Blázquez de Ávila, 1.º senhor Cardiel de los Montes e 1.º senhor de Navamorcuende.
- João Esteves, foi alcaide-mor da Covilhã, Portugal.

## Mortes
- 13 de Dezembro - Frederico II, Sacro Imperador Romano-Germânico.
- Leonardo de Pisa (Fibonacci), matemático (n. 1175).